# شعب زاجر (المخادر)

تعديل مصدري - تعديل

شعب زاجر محلة تابعة لقرية الرباط، التابعة لعزلة السحول بمديرية المخادر إحدى مديريات محافظة إب في الجمهورية اليمنية، بلغ تعداد سكانها 48 حسب تعداد اليمن لعام 2004.